# NK Šantići
NK Šantići su hrvatski nogometni iz Šantića kod Viteza, BiH.

## Povijest
Klub je osnovan 1964. godine na inicijativu mještana Joze Vrebca, Slavka Vrebca i Ive Vidovića. Po osnivanju klub se uključio u natjecanje općinske nogometne lige. Nakon poslijeratne obnove rada klub se natjecao u Drugoj ligi Herceg-Bosne. Tijekom 2000-ih su se natjecali u Drugoj ligi FBiH – Zapad.
Zbog reorganizacije natjecanja u sezoni 2020./21. igraju u 1. županijskoj ligi.